# Hethemia gratata
Hethemia gratata är en fjärilsart som beskrevs av Alpheus Spring Packard 1876. Hethemia gratata ingår i släktet Hethemia och familjen mätare. Inga underarter finns listade i Catalogue of Life.